# Bjärekustens naturreservat

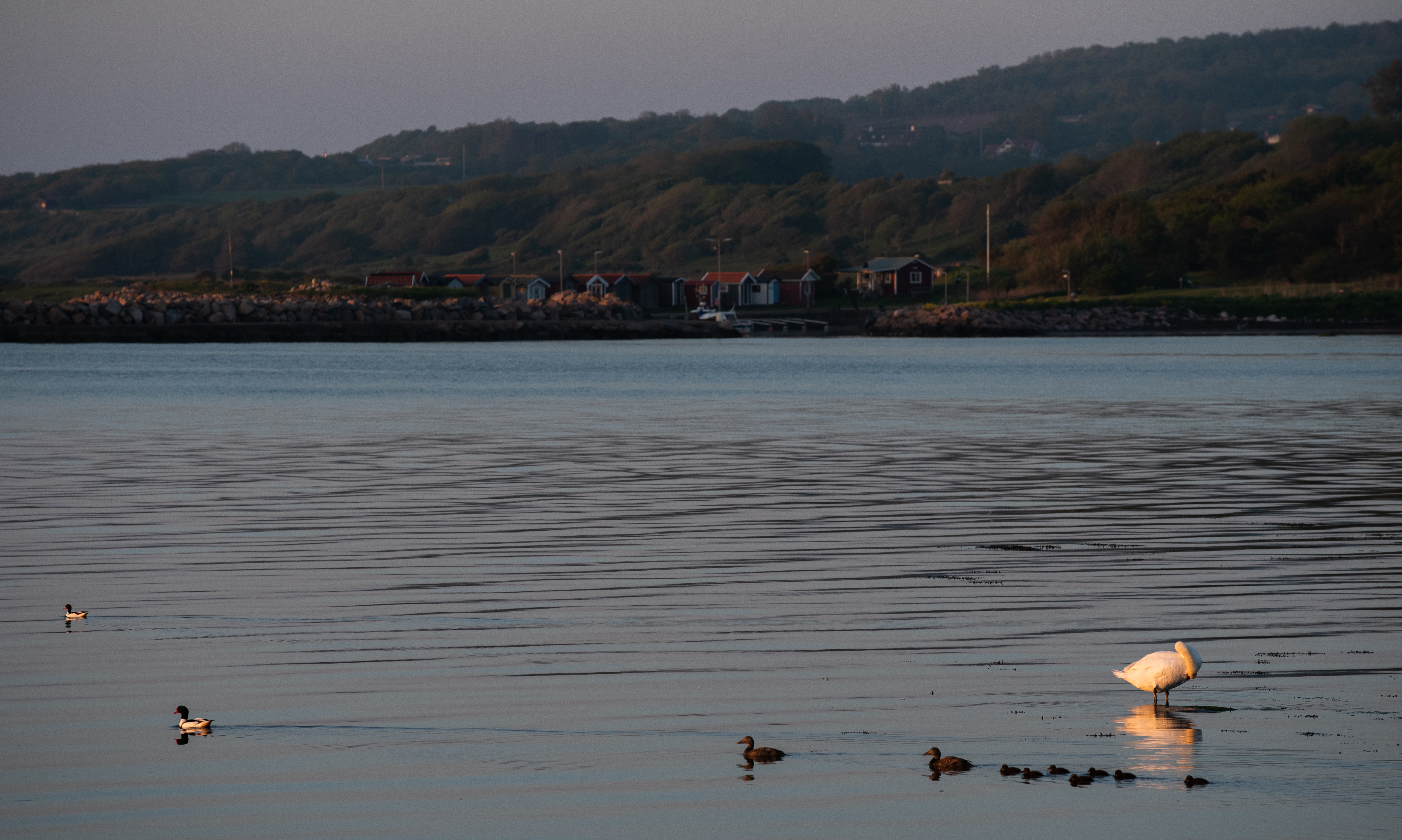

Bjärekusten är ett naturreservat i Hovs och Torekovs socknar i Båstads kommun i Skåne.
Reservatet är 328 hektar stort och sträcker sig längs den norra delen av Bjärehalvön. Urberg som Hovs hallar och Knösen reser sig brant ur havet. Här varvas klappestensfält och branta klippor. Ovanför klipporna finns enefälader.
Floran rymmer ovanligheter som flocksvalting, småfrossört och martorn.
Skåneleden får igenom hela Bjärekustens naturreservat.
Området är rikt på fornlämningar oftast i form av rösen och gravhögar. Här finns Skånes största gravhög, Dagshög samt Gröthögarna. Bjärekustens naturreservat är skyddat sedan 1971 och utvidgades 1976.

## Källa
- Länsstyrelsen Skåne - Bjärekusten och Hovs hallar3

1. 1 2 3 4 5 6  Skyddade områden, naturreservat, 18 december 2015, läs onlineläs online, läst: 20 januari 2017.[källa från Wikidata]
2. ↑  Skyddade områden, naturreservat, 25 februari 2020, läs onlineläs online, läst: 25 februari 2020.[källa från Wikidata]
3. 1 2 3 4  ”Bjärekusten med Hovs hallar”. www.lansstyrelsen.se. https://www.lansstyrelsen.se/skane/besoksmal/naturreservat/bastad/bjarekusten-med-hovs-hallar.html. Läst 5 maj 2020.